# Sphaeroceroidea
Sphaeroceroidea (лат.) — надсемейство круглошовных мух из подотряда короткоусых (Brachycera) двукрылых. Более 5000 видов, включая шароусок. Птеростигма и жилка A2 развиты. Брюшко с 7 дыхальцами, а лоб узкий и у самок и у самцов. Самцы с крупным 6 тергитом и редуцированным асимметричным 6-м стернитом. Тергиты и стерниты 7-го сегмента редуцированные, слитые с 8 стернитом. Вибриссы имеются. Положение семейств Mormotomyiidae и Nannodastiidae в составе Sphaeroceroidea остается неясным. На филогенетическом древе надсемейства Sphaeroceroidea семейства Chyromyidae и Sphaeroceridae сближают друг с другом, также, как и Heleomyzidae с Trixoscelididae и Rhinotoridae, иногда включаемыми в него. Sphaeroceroidea является сестринской группой к Ephydroidea. Mormotomyiidae иногда сближают с Ephydroidea или Hippoboscoidea. Монотипическое ископаемое семейство †Yantaromyiidae сближают с Heleomyzidae, Trixoscelididae и Rhinotoridae. 

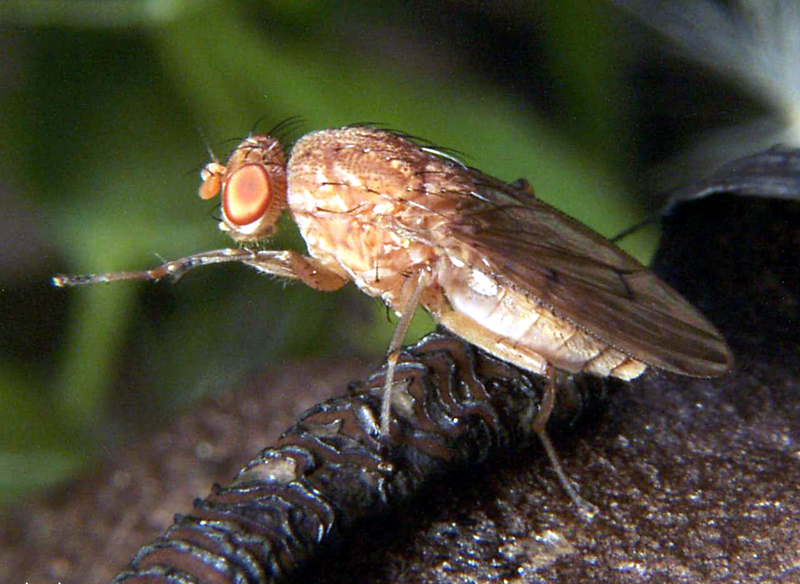
Heleomyzidae, 650 видов
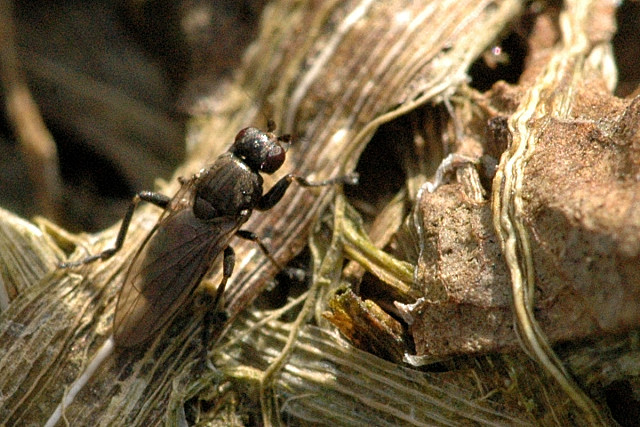
Sphaeroceridae, 1300 видов
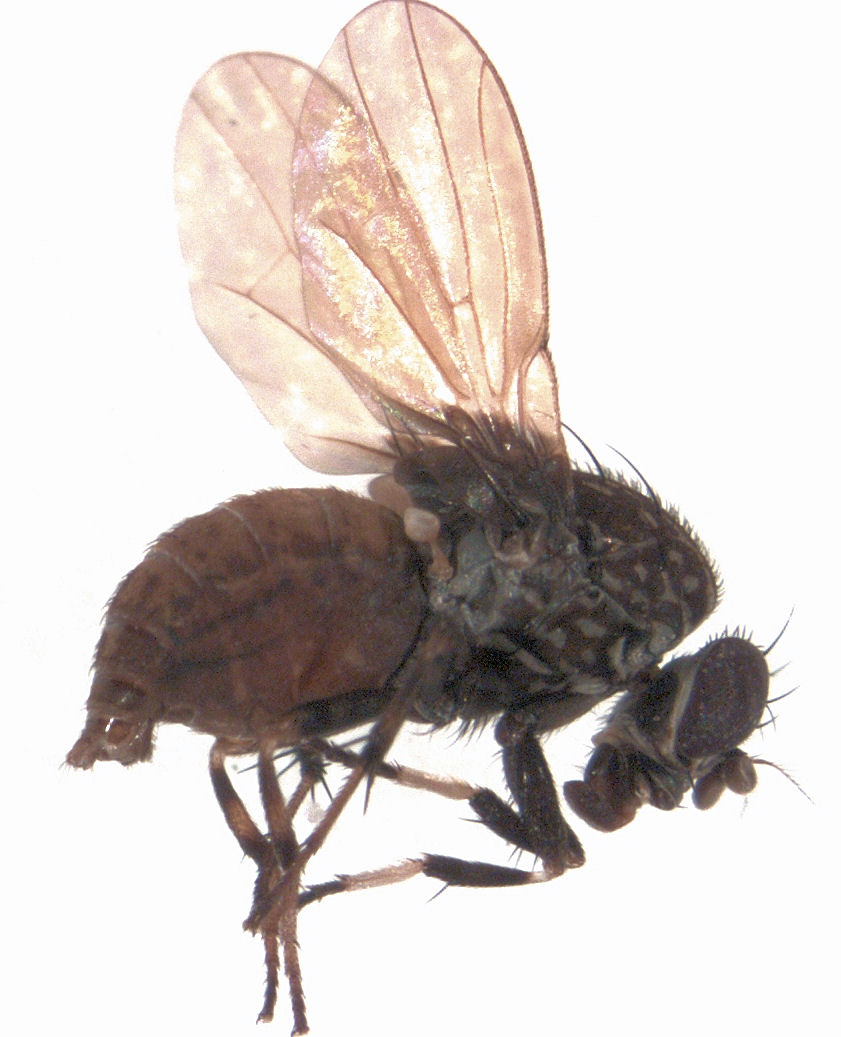
Allophylina albitarsis (Sphaeroceridae)